# USB 3.0
USB 3.0 este a treia versiune mare a standardului Universal Serial Bus (USB) pentru interfațarea computerelor și dispozitivelor electronice. Printre alte îmbunătățiri, USB 3.0 adaugă noua rată de transfer denumită  SuperSpeed USB (SS) care poate transfera date cu până la 5 Gbit/s (625 MB/s), care este de aproximativ 10 ori mai rapid decât standardul USB 2.0. Este recomandat ca producătorii să distingă conectorii USB 3.0 de omologii lor USB 2.0 prin utilizarea culorii albastre pentru recipientele și mufele Standard-A, și prin inițialele SS.
USB 3.1, lansat în iulie 2013, este standardul succesor care înlocuiește standardul USB 3.0. USB 3.1 păstrează rata de transfer  SuperSpeed existentă, oferindu-i noua etichetă USB 3.1 Gen 1, în timp ce definește un nou mod de transfer SuperSpeed +, numit USB 3.1 Gen 2 care poate transfera date cu până la 10 Gbit/s peste conectorii USB de tip A și USB-C existenți (1250 MB/s, de două ori mai mare decât USB 3.0).
USB 3.2, lansat în septembrie 2017, înlocuiește standardul USB 3.1. Păstrează modurile de date USB 3.1  SuperSpeed și SuperSpeed + și introduce două noi moduri de transfer SuperSpeed + prin conectorul USB-C folosind funcționarea pe două benzi, cu rate de date de 10 și 20 Gbit/s (1250 și 2500 MB/s).

## Legături externe
- „USB 3.0 Standard-A, Standard-B, Powered-B connectors pinouts”. PinoutsGuide.com.
- „Supreme Port: 4 Huge Changes Coming to USB”. LaptopMag.com. –  CES 2014 report of a laptop docking port using a single USB 3.1 port to supply power, video and USB peripherals